# 삼성 갤럭시 (e스포츠)
삼성 갤럭시(Samsung Galaxy)는 제일기획 산하 삼성스포츠가 2017년 11월 KSV에 매각하기 전까지 활동하였던 대한민국의 프로게임단이다. 과거 워크래프트 3, 피파, 스타크래프트, 스타크래프트 II, 리그 오브 레전드 종목을 운영하였었다.

## 역사
삼성 갤럭시는 2000년 6월 9일 삼성전자 칸이라는 이름으로 창단하였다. 팀 창단시에는 정수영 감독이 감독직을 수행했으나, 당시에는 프로리그 같은 팀단위 리그 개념이 전혀 없었던 시기였기 때문에 매니저의 인식이 강했다. 그 후 정수영 감독은 삼성전자와 결별하고 2001년 4월부터 팀 상황이 급격히 악화되어 감독이 없는 내부 직원의 관리 체제로 이 체제는 2003년 7월 24일까지 이어진다.
강성욱 주임, 김선아 사원, 김태훈 사원, 허민구 사원이 약 2년간 순차적으로 실질적인 감독 겸 매니저 및 프런트의 역할을 수행했다. 그 후 2003년 7월 팀의 활성화와 더불어 감독과 프런트체제로 조직 개편과 더불어서 같은해 7월 25일부터 최초의 프로게이머 출신 감독이자 유일의 여성 감독인 김가을 감독과 이주연 과장이 프런트를 맡아 진행했고 2006년부터는 김가을 감독과 정상진 과장이, 2013년부터는 최윤상 감독(LOL), 오상택 코치(스타)와 허민구 과장이 프런트를 맡기도 했었다.
2007년 신한은행 프로리그 전기리그와 2008년 신한은행 프로리그에서 우승을 차지했다.
2008년 11월 1일에는 인크루트 스타리그에서 송병구가 우승, 창단 8년 5개월 이래 최초의 개인리그 우승자를 배출시켰다.
신한은행 프로리그 10-11시즌에 들어선 삼성전자는 에이스 송병구의 부활과, 박대호, 유준희, 김기현, 유병준, 임태규등 신인들의 활약으로 프로리그 성적을 상위권으로 기록한다.
2011년 11월 해체된 3개의 게임단 공개 포스팅을 통해 신노열을 영입하였고 이후 2차 협상을 통해 이영한을 영입하였다. 또한 화승 OZ에서 코치직을 맡았던 오상택 코치도 영입, 2005년 변은종, 이창훈, 박성준을 영입한 이래로 최대 전력 보강을 하였다.
2012년 8월 진에어 그린윙스를 상대로 승리하며, 4년 만에 정규시즌 우승과 결승진출을 확정지었으나 결승에서는 CJ 엔투스에 패해서 준우승에 머물렀다.
2013년 9월 7일 MVP의 리그 오브 레전드 팀인 MVP 오존과 MVP 블루를 인수, 팀 내 리그 오브 레전드 팀을 새로이 창단하며 팀명을 삼성 갤럭시로 변경하였다. 이후 오존 게이밍의 후원 종료로 인해 삼성 갤럭시 오존의 이름을 예전 이름인 화이트로 변경하였고 스타크래프트 II 종목은 '삼성 갤럭시 칸', 리그 오브 레전드 종목은 '삼성 갤럭시 블루', '삼성 갤럭시 화이트'의 2팀으로 활동했다. 2013년 이후 모기업의 체계적인 후원과 관리, 게이머 출신들로 구성된 사무국 등 타 프로게임단 대비 우수한 경쟁력으로 좋은 성적을 내고 있다.
하지만 2014년 10월, 리그 오브 레전드 월드 챔피언십이 끝난 후부터 몰아친 해외 러쉬로 인해 '삼성 갤럭시 화이트'와 '삼성 갤럭시 블루' 두 팀의 주전 10명과 대부분의 연습생, 코치 윤성영까지 모두 중국으로 이적했다. 그리고 2014년 11월 아마추어 '큐배' 이성진, 'Mid Huni' 김지훈, 'Bell park' 박종원, 'errOr report' 서준철과 前 Prime 소속 'JetEnJin' 이진용, 前 SKT T1 K 소속 'Casper' 권지민을 영입한 로스터가 공개되며 삼성 갤럭시 리그 오브 레전드 팀은 완전히 다른 팀이 되어버렸다.
2015년 5월 리그 오브 레전드 챔피언스 서머 2015 개막과 동시에 'Kabum Shadow' 이민호, '루나어린이' 장경호를 영입했다.
2016년 10월 스타크래프트 II 종목 팀 해체를 발표하였다.
리그 오브 레전드 월드 챔피언십 2017을 우승하였다.
2017년 12월 리그 오브 레전드 팀을 Gen.G에 매각하며 팀이 해체되었다.

## 게임단 연혁

#### 스타크래프트, 스타크래프트 II
- 2000년 6월 삼성 프로게임단 칸 창단
- 2005년 10월 KTF bigi KOREA e-sports 2005 스타크래프트 부문 우승
- 2006년 1월 SKY 프로리그 2005 후기리그 준우승
- 2006년 1월 SKY 프로리그 2005 그랜드파이널 4위
- 2007년 6월 신한은행 프로리그 2007 전기리그 우승
- 2008년 2월 신한은행 프로리그 2007 통합챔피언전 준우승
- 2008년 8월 신한은행 프로리그 2008 우승
- 2008년 8월 경남-STX컵 마스터즈 2008 4위
- 2009년 7월 신한은행 프로리그 08-09 4위
- 2011년 7월 신한은행 프로리그 10-11 6강
- 2012년 3월 SK플래닛 스타크래프트 프로리그 시즌1 3위
- 2012년 9월 SK플래닛 스타크래프트Ⅱ 프로리그 시즌2 정규시즌 우승
- 2012년 9월 SK플래닛 스타크래프트Ⅱ 프로리그 시즌2 준우승
- 2013년 9월 삼성 갤럭시로 팀명 변경
- 2014년 2월 SK텔레콤 스타크래프트 II 프로리그 2014 1라운드 3위
- 2014년 7월 SK텔레콤 스타크래프트 II 프로리그 2014 4라운드 4위

#### 워크래프트 III
- 2004년 6월 온게임넷 WEG 팀리그 WarCraft 3 3위

#### 리그 오브 레전드
- 2013년 9월 롤팀 창단 (허민구 사무국장)
- 2014년 1월 롤챔스 윈터 준우승 (삼성 갤럭시 화이트)
- 2014년 6월 롤챔스 스프링 우승 (삼성 갤럭시 블루), 3위 (삼성 갤럭시 화이트)
- 2014년 7월 LOL 클럽 마스터즈 초대 우승
- 2014년 8월 롤챔스 서머 준우승 (삼성 갤럭시 블루), 3위 (삼성 갤럭시 화이트)
- 2014년 10월 LOL 월드 챔피언십 2014 우승 (삼성 갤럭시 화이트), 4강 (삼성 갤럭시 블루)
- 2016년 10월 LOL 월드 챔피언십 2016 준우승
- 2017년 11월 LOL 월드 챔피언십 2017 우승

## 역대 성적

### 프로리그
| 년도      | 리그                                   | 순위       | 경기 | 승   | 패   | 벌점 | 승점 | 포스트시즌          | 주요선수                                                       | 감독   |
| --------- | -------------------------------------- | ---------- | ---- | ---- | ---- | ---- | ---- | ------------------- | -------------------------------------------------------------- | ------ |
| 2003      | KTF EVER                               | 7위        | 7    | 2    | 5    | 0    | -5   | 진출실패            |                                                                | 김가을 |
| 2003      | Neowiz Pmang                           | 탈락       | 탈락 | 탈락 | 탈락 | 탈락 | 탈락 | 탈락                | 탈락                                                           | 김가을 |
| 2004      | SKY 1라운드                            | 10위       | 10   | 3    | 7    | 0    | -6   | 진출실패            |                                                                | 김가을 |
| 2004      | SKY 2라운드                            | 새턴 4위   | 8    | 3    | 4    | 0    | -5   | 진출실패            |                                                                | 김가을 |
| 2004      | SKY 3라운드                            | 머큐리 5위 | 8    | 2    | 6    | 0    | -5   | 진출실패            |                                                                | 김가을 |
| 2005      | SKY 전기                               | 7위        | 10   | 4    | 6    | 1    | +1   | 진출실패            |                                                                | 김가을 |
| 2005      | SKY 후기                               | 3위        | 18   | 12   | 6    | 1    | +11  | 준우승              |                                                                | 김가을 |
| 2006      | SKY 전기                               | 8위        | 10   | 4    | 6    | 0    | -6   | 진출실패            |                                                                | 김가을 |
| 2006      | SKY 후기                               | 5위        | 10   | 5    | 5    | 0    | +3   | 진출실패            |                                                                | 김가을 |
| 2007      | 신한은행 전기                          | 1위        | 22   | 17   | 5    | 0    | +21  | 우승                | 송병구, 이성은, 김동건, 박성준, 이창훈, 이재황, 박성훈, 임채성 | 김가을 |
| 2007      | 신한은행 후기                          | 5위        | 22   | 12   | 10   | 0    | +6   | 진출실패            | 송병구, 이성은, 김동건, 박성준, 이창훈, 이재황, 박성훈, 임채성 | 김가을 |
| 2008      | 신한은행 2008                          | 1위        | 22   | 16   | 6    | 0    | +20  | 우승                | 송병구, 허영무, 이성은, 김동건, 이재황, 박성훈, 임채성         | 김가을 |
| 2008-2009 | 신한은행 08-09                         | 6위        | 55   | 30   | 25   | 0    | +3   | 준플레이오프        | 송병구, 허영무, 이성은, 차명환, 박동수                         | 김가을 |
| 2009-2010 | 신한은행 09-10                         | 9위        | 55   | 27   | 28   | 0    | -12  | 진출실패            | 송병구, 허영무, 이성은, 차명환                                 | 김가을 |
| 2010-2011 | 신한은행 10-11                         | 5위        | 36   | 18   | 18   | 0    | -8   | 6강 플레이오프(5위) | 송병구, 허영무, 차명환, 박대호, 임태규, 유준희                 | 김가을 |
| 2011-2012 | SK플래닛 스타크래프트 프로리그 시즌 1  | 2위        | 21   | 13   | 8    | 0    | +5   | 플레이오프          | 송병구, 허영무, 임태규, 유병준, 박대호, 김기현, 신노열, 이영한 | 김가을 |
| 2012      | SK플래닛 스타크래프트Ⅱ 프로리그 시즌 2 | 1위        | 21   | 12   | 9    | 0    | +13  | 준우승              | 송병구, 허영무, 김기현, 박대호, 신노열, 이영한                 | 김가을 |
| 2012-2013 | SK플래닛 스타크래프트 Ⅱ 프로리그 12-13 | 5위        | 42   | 22   | 20   | -4   | -20  | 진출실패            | 송병구, 허영무, 김기현, 박대호, 신노열, 이영한, 지동원, 강민수 | 김가을 |

### 팀리그
| 연도      | 스폰서     | 경기수                                    | 승                                        | 패                                        | 승점                                      | 승률                                      | 기타                                      |
| --------- | ---------- | ----------------------------------------- | ----------------------------------------- | ----------------------------------------- | ----------------------------------------- | ----------------------------------------- | ----------------------------------------- |
| 2003      | 계몽사     | 예선 탈락 (KTF 매직엔스전 3 : 0 패)       | 예선 탈락 (KTF 매직엔스전 3 : 0 패)       | 예선 탈락 (KTF 매직엔스전 3 : 0 패)       | 예선 탈락 (KTF 매직엔스전 3 : 0 패)       | 예선 탈락 (KTF 매직엔스전 3 : 0 패)       | 예선 탈락 (KTF 매직엔스전 3 : 0 패)       |
| 2003      | 라이프존   | 예선 탈락 (2전 2패 - 개인전 1승 4패)      | 예선 탈락 (2전 2패 - 개인전 1승 4패)      | 예선 탈락 (2전 2패 - 개인전 1승 4패)      | 예선 탈락 (2전 2패 - 개인전 1승 4패)      | 예선 탈락 (2전 2패 - 개인전 1승 4패)      | 예선 탈락 (2전 2패 - 개인전 1승 4패)      |
| 2003-2004 | LG IBM     | 2                                         | 0                                         | 2                                         | -6                                        | 0%                                        | 8위                                       |
| 2004      | 투싼       | 예선 탈락 (3전 1승 2패 - 개인전 9승 10패) | 예선 탈락 (3전 1승 2패 - 개인전 9승 10패) | 예선 탈락 (3전 1승 2패 - 개인전 9승 10패) | 예선 탈락 (3전 1승 2패 - 개인전 9승 10패) | 예선 탈락 (3전 1승 2패 - 개인전 9승 10패) | 예선 탈락 (3전 1승 2패 - 개인전 9승 10패) |
| 2004-2005 | MBC MOVIES | 7                                         | 1                                         | 6                                         | -10                                       | 14.2%                                     | 8위                                       |
| 총 2시즌  | 총 2시즌   | 9                                         | 1                                         | 8                                         | -16                                       | 11.1%                                     | -                                         |

| 연도      | 스폰서     | 경기수    | 개인승    | 개인패    | 승률      | 올킬수    | 기타 |
| --------- | ---------- | --------- | --------- | --------- | --------- | --------- | ---- |
| 2003      | 계몽사     | 예선 탈락 | 예선 탈락 | 예선 탈락 | 예선 탈락 | 예선 탈락 |      |
| 2003      | 라이프존   | 예선 탈락 | 예선 탈락 | 예선 탈락 | 예선 탈락 | 예선 탈락 |      |
| 2003-2004 | LG IBM     | 10        | 2         | 8         | 20%       | -         |      |
| 2004      | 투싼       | 예선 탈락 | 예선 탈락 | 예선 탈락 | 예선 탈락 | 예선 탈락 |      |
| 2004-2005 | MBC MOVIES | 26        | 8         | 18        | 30.7%     | 1         |      |
| 통산성적  | 통산성적   | 36        | 10        | 26        | 27.7%     | 1         |      |

## 역대 명칭
- 스타크래프트, 스타크래프트 2
  - 2000년 ~ 2013년 삼성전자 칸
  - 2013년 ~ 2017년 삼성 갤럭시
- 리그 오브 레전드
  - MVP 블루 - 삼성 갤럭시 블루
  - MVP 화이트 - MVP 오존 - 삼성 갤럭시 오존 - 삼성 갤럭시 화이트
  - 삼성 갤럭시

## 역대 감독
- 스타크래프트, 스타크래프트 2
  - 1대 감독 : 정수영 (재임 기간 : 2000년 ~ 2001년)
  - 감독 대행 : 허민구 (재임 기간 : 2002년 ~ 2003년)
  - 2대 감독 : 김가을 (재임 기간 : 2003년 ~ 2013년)
  - 감독 대행 : 오상택 (재임기간 : 2013년 ~ 2014년)
  - 감독 대행 : 송병구 (재임기간 : 2014년 ~ 2016년)

- 리그 오브 레전드
  - 1대 감독 : 최윤상 (재임 기간 : 2013년 ~ 2014년)
  - 2대 감독 : 최우범 (재임 기간 : 2014년 ~ 2018년)

## 우승 기록
- KTF bigi KOREA e-sports 2005 스타크래프트 부문
- 신한은행 프로리그 2007 전기리그
- 신한은행 프로리그 2008
- 리그 오브 레전드 챔피언스 스프링 2013
- 리그 오브 레전드 챔피언스 스프링 2014
- 리그 오브 레전드 월드 챔피언십 2014 시즌

## 특이 사항
- 창단 이후 약 14년 동안 게임단 로고와 팀 명칭이 창단 당시부터 현재까지 한 번도 바뀌지 않고 그대로 유지되고 있는 팀이었다. 이 기록은 2013년 9월 7일 팀 명칭이 삼성 갤럭시로 바뀌면서 깨졌다.